# Débora Menezes
Débora Bezerra de Menezes (São Paulo, 18 de maio de 1990) é uma atleta de parataekwondo brasileira.

## Biografia
Débora começou a competir no atletismo mas preferiu se concentrar no parataekwondo após a universidade. Recebeu o Prêmio Brasil Olímpico de Melhor Atleta do Ano de Parataekwondo em 2017, 2018 e 2019 pelo Comitê Paralímpico Brasileiro. Nos Jogos Paralímpicos de Verão de 2020 em Tóquio conquistou a medalha de prata na categoria mais de 58 kg feminino.